# Ron Wyatt

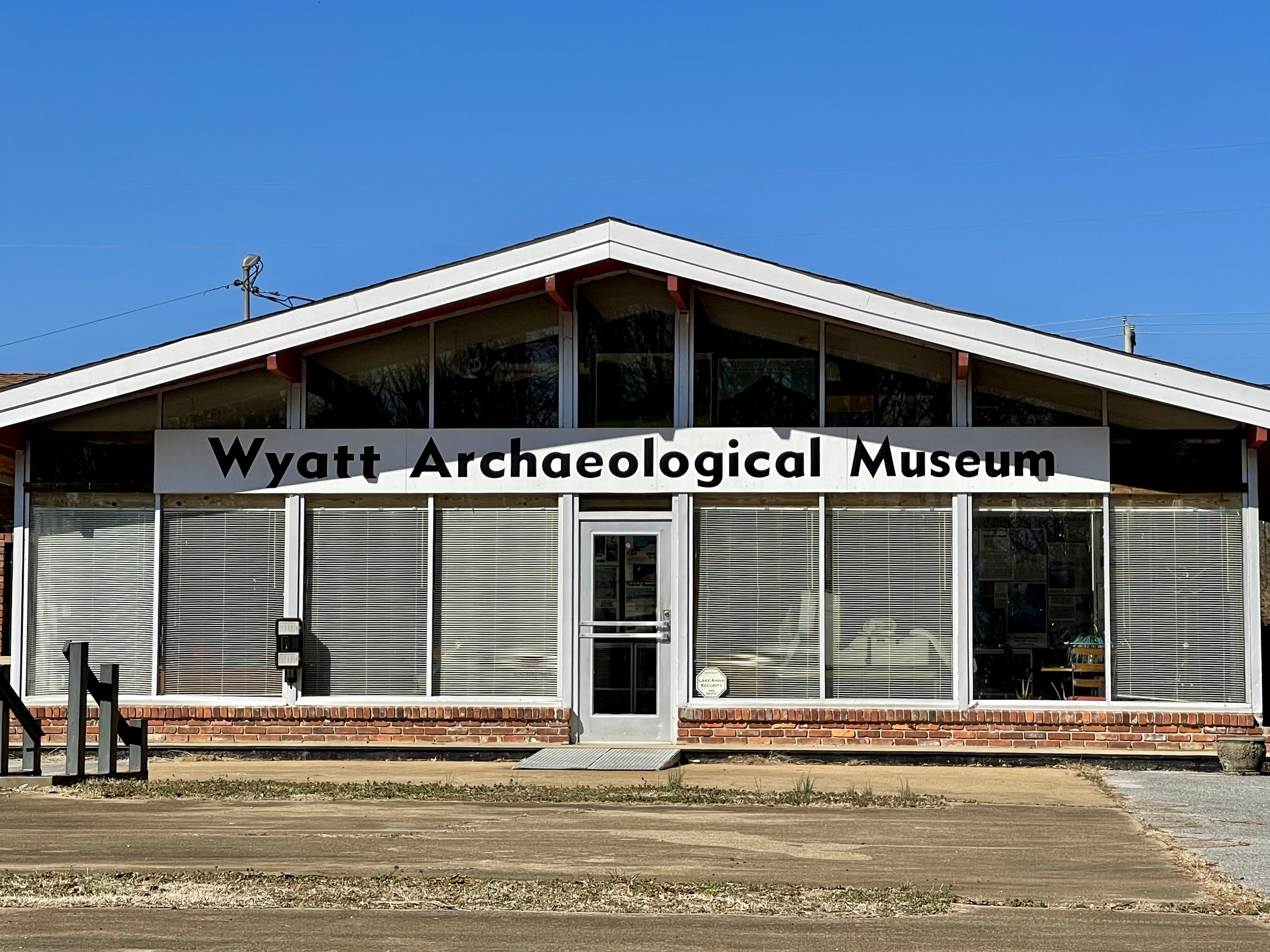
Wyatt Archaeological Museum in Cornersville, TN

Ronald Eldon „Ron“ Wyatt (* 2. Juni 1933; † 4. August 1999 in Memphis, Tennessee) war eine amerikanische Fachpflegekraft für Intensivpflege und Anästhesie. Zudem war er bekannt dafür, die Durupınar-Formation in der Türkei als den Fundort der Arche Noah zu vertreten, zusammen mit fast 100 weiteren vermeintlich biblisch-bezogenen Entdeckungen. Wyatts angebliche Entdeckungen wurden von Wissenschaftlern, Historikern, Theologen sowie einigen Kreationisten als parawissenschaftlich kritisiert und gelten bei den professionellen Archäologen nicht als glaubwürdig.

## Leben und Karriere

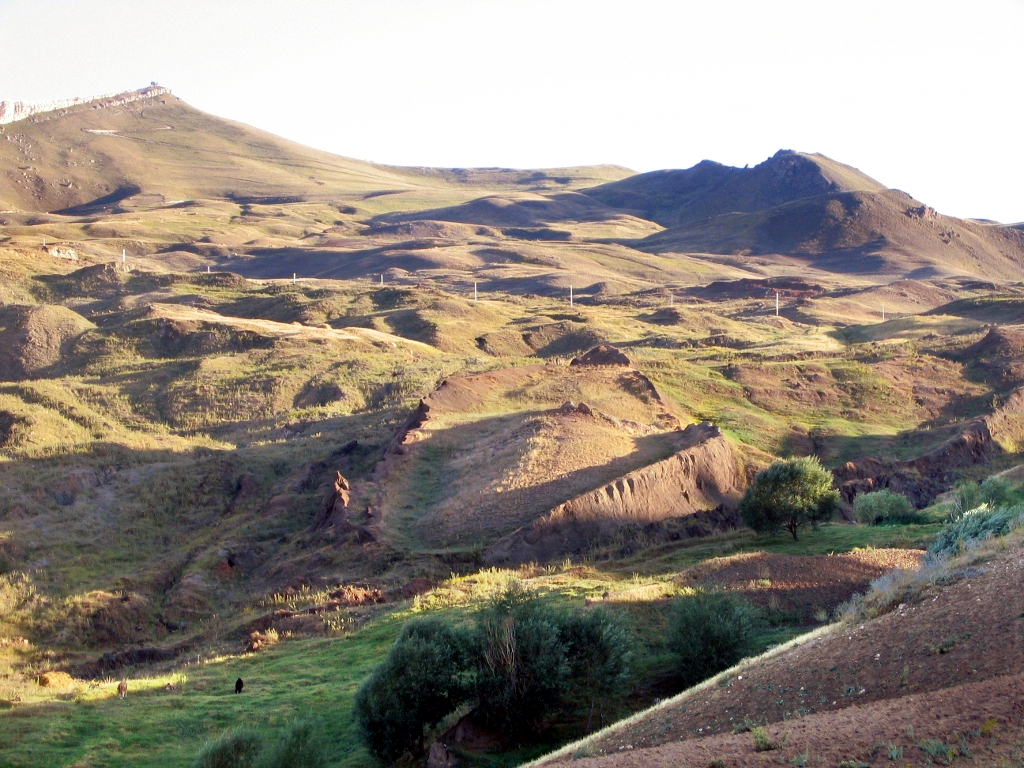
Die Durupınar-Formation von 2007 (angebliche „Arche Noah“)

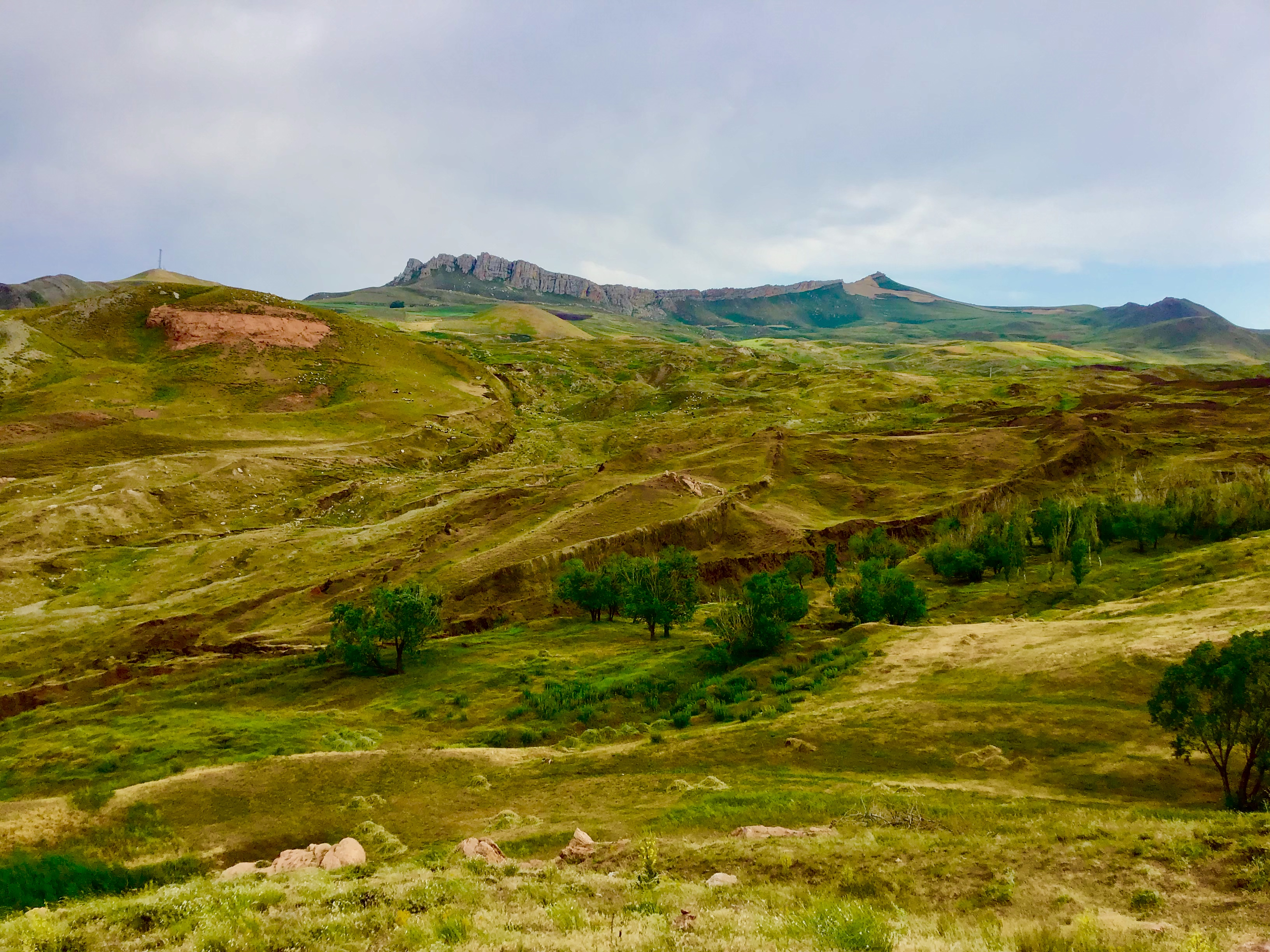
Die Durupinar-Formation, Na’hum Gemisi, von 2019

Wyatt arbeitete als Fachpflegekraft für Intensivpflege und Anästhesie in einem Krankenhaus in Madison, Tennessee, als er 1960 ein Bild der Durupınar-Stätte sah, eine bootähnliche Formation an einem Berg in der Nähe des Berges Ararat, in der Zeitschrift Life. Die daraufhin weit verbreitete Spekulation in evangelikalen christlichen Kreisen, dass dies die Arche Noah sein könnte, leitete Wyatts Karriere als Amateur-Archäologe ein. Von 1977 bis zu seinem Tod im Jahr 1999 unternahm er über hundert Reisen in den Nahen Osten, wobei seine Interessen sich auf eine breite Palette von Verweisen aus dem Alten und Neuen Testament erstreckten. Zum Zeitpunkt seines Todes im Jahr 1999 behauptete Wyatt, mehrere Stätten und Artefakte im Zusammenhang mit der Bibel entdeckt zu haben.
Wyatt starb am 4. August 1999 im Alter von 66 Jahren im Baptist Memorial Hospital in Memphis, Tennessee. Seine Beisetzung fand auf dem Polk Memorial-Park-Friedhof in Columbia statt.

## Kritik
Die Vereinigung des Gartengrabes in Jerusalem gibt in einem auf Anfrage ausgehändigten Schreiben an Besucher an:

„Der Rat der Vereinigung des Gartengrabes (London) weist die Behauptung von Wyatt, die ursprüngliche Bundeslade oder andere biblische Artefakte innerhalb der Grenzen des als Gartengrab Jerusalem bekannten Gebiets entdeckt zu haben, vollständig zurück. Obwohl Wyatt auf mehreren Gelegenheiten erlaubt wurde, in diesem privat besessenen Garten zu graben (zuletzt im Sommer 1991), beobachteten Mitarbeiter der Vereinigung seinen Fortschritt und inspizierten seinen ausgegrabenen Schacht. Soweit wir wissen, wurde nichts entdeckt, was seine Behauptungen unterstützen würde, und wir haben keine Beweise für biblische Artefakte oder Tempelschätze gesehen.“

Der Archäologe Joe Zias von der Israel Antiquities Authority (IAA) hat erklärt, dass „Ron Wyatt weder ein Archäologe ist, noch jemals eine rechtlich genehmigte Ausgrabung in Israel oder Jerusalem durchgeführt hat. Um auszugraben, muss man mindestens einen Bachelor-Abschluss in Archäologie haben, den er trotz gegenteiliger Behauptungen nicht besitzt. … [Seine Behauptungen] gehören in die Kategorie des Mülls, den man in Klatschblättern wie dem National Enquirer, Sun usw. findet.“
Die offizielle Organisation von Wyatt, Wyatt Archaeological Research (WAR), behauptet, dass die IAA immer über die Ausgrabungen informiert war und für die meisten von ihnen „mündliche Genehmigungen“ erteilte sowie offizielle Genehmigungen für alle WAR-Ausgrabungen seit 2002. Trotzdem bezieht sich die einzige nachweisbare Beteiligung von WAR an einer von der IAA sanktionierten legitimen Ausgrabung auf die teilweise Finanzierung einer Grabung im Jahr 2005.
Einige Evangelikale haben auch Kritik an den Behauptungen von Wyatt geübt: Answers in Genesis bezeichnete Wyatts Ansprüche als „betrügerisch“, und David Merling, ein Professor für Archäologie der Siebenten-Tags-Adventisten, ging auf die Themen von Wyatts Arche Noah und Ankersteinen wie folgt ein:

„Während die Durupınar-Stätte in etwa die richtige Länge für die Arche Noah hat, ist sie… zu breit, um die Arche Noah zu sein. Wyatt hat behauptet, dass die ‚bootförmige‘ Gestalt dieser Formation nur durch ihre Zugehörigkeit zur Arche Noah erklärt werden kann, aber sowohl Shea als auch Morris haben andere plausible Erklärungen angeboten. Ebenso hat Wyatt argumentiert, dass die aufrecht stehenden Steine, die er gefunden hat, Anker sind, während Terian ähnliche Steinen außerhalb des Durupınar-Stätte-Bereichs bekannt sind, die einst heidnische Kultsteine waren und später von Christen für christliche Zwecke umgewandelt wurden.“